# Metanastria aconyta
Metanastria aconyta är en fjärilsart som beskrevs av Pieter Cramer 1777. Metanastria aconyta ingår i släktet Metanastria och familjen ädelspinnare. Inga underarter finns listade i Catalogue of Life.

## Bildgalleri

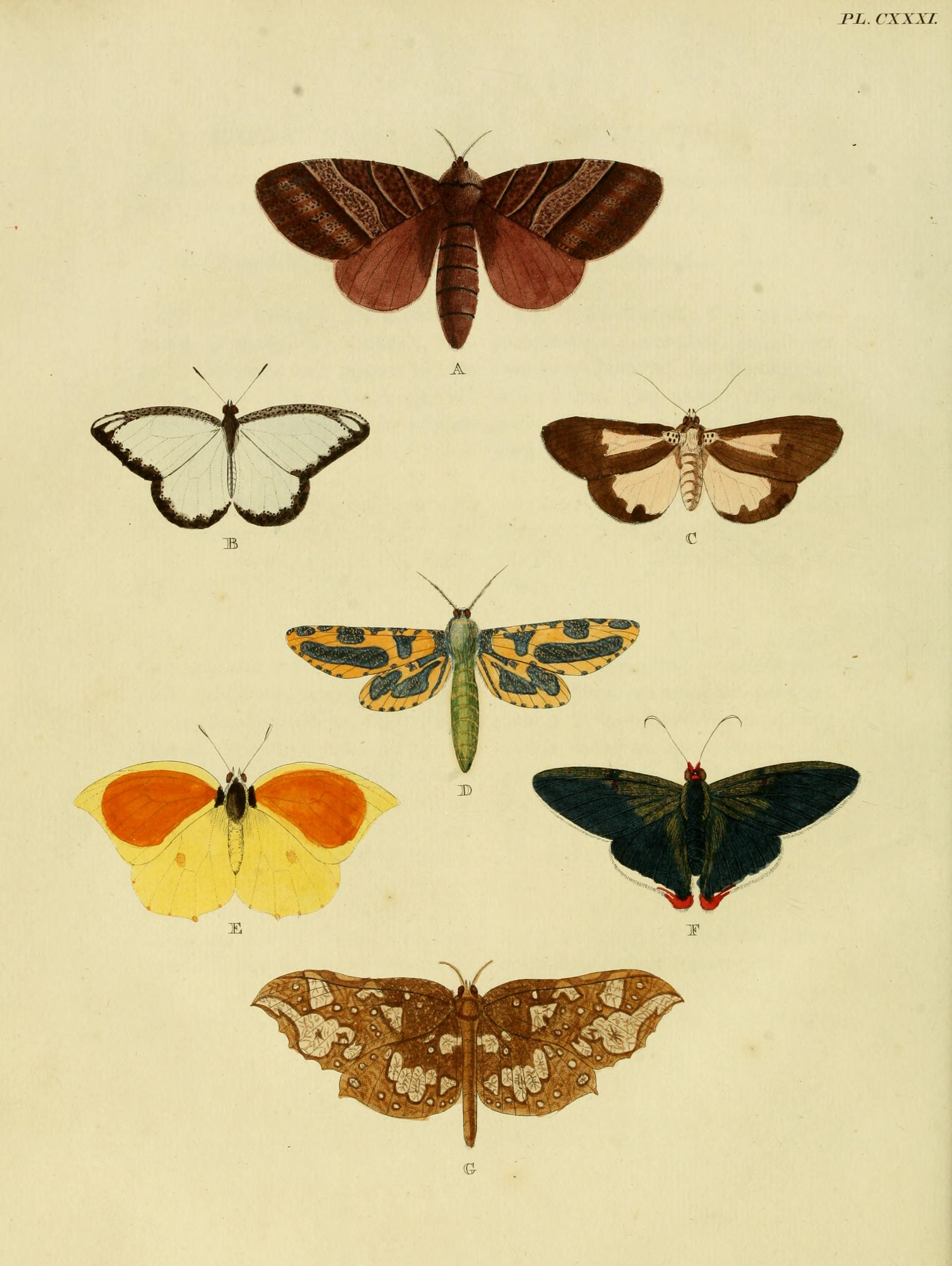